# Pyhäjoki älv
Pyhäjoki älv är en älv i Norra Österbotten i Finland. Den avvattnar Pyhäjärvi sjö i Pyhäjärvi stad, rinner genom Kärsämäki, Haapavesi, Oulais och Merijärvi för att mynna ut i Bottenviken i Pyhäjoki kommun. Älven är 166 km lång.
Älvens forsar har till största delen dämts upp för elproduktion. Älven var fram till 1960-talet känd för sina kräftor.